# Huub Janssen (drummer)
Huub Janssen (’s-Hertogenbosch, 16 januari 1937 - aldaar, 24 januari 2008) was een Nederlandse jazzdrummer.

## Biografie
Janssen was de zoon van een straatmuzikant die accordeon speelde, dankzij hem ging hij muziek spelen en al op jonge leeftijd trad hij met zijn vader op. Hij werd zo bekend en toen hij 19 was, ging hij spelen in de bigband van Huub Mus. Hij speelde met onder andere Frans Poptie, Annie de Reuver en Eddy Christiani en drumde in het Cocktail Trio in het tv-programma Nieuwe Oogst, waar het populaire trio nieuwe talenten begeleidde. Dankzij dat programma kon hij werken bij Tom Manders (Dorus). Hij speelde veel met Jan Gorissen in het radioprogramma "Melodieën Express" en was als studiomuzikant actief voor Johnny Hoes' platenlabel Telstar. Zo was hij de drummer van talloze levensliedjes van de Zangeres Zonder Naam. Ook nam hij voor een van Hoes' feestplaten een nummer op ("Jabadabadoe!"), onder de naam 'Huub Janssen, De Dolle Drummer'. Hij werkte bij het Atlas Kwartet (tot 1967), daarna werd hij drummer in de Dutch Swing College Band (DSCB) waar hij meer dan twintig jaar werkte en tijdens optredens indruk maakte met zijn lange drumsolo's. Tijdens die jaren bleef hij actief in de studio's van Telstar. Vanaf 1975 ging hij ook spelen voor het Nederlandse Flashback Quartet, waarin naast DSCB-collega's ook een Fransman speelde, de vibrafonist Dany Doriz.
In 1985 richtte hij de Amazing Jazzband op die, met een wisselende bezetting van drie tot zeven man, bijna allemaal uit de Revival Jazz Band, traditionele jazz speelde. De kernleden waren Cees van den Heuvel, Bas van Gestel, Richard Endlich en Jos van Bueren. Met deze groep nam hij in 1987 zijn eerste album op. In 1990 volgde Huub Janssen Meets Dick Huis.
In 1990 kwam zijn loopbaan bij de DSCB ten einde door een auto-ongeluk. Hij bleef echter actief met zijn Amazing Jazzband. In 2008 overleed Janssen aan de gevolgen van een hersentumor.
In de loop van zijn leven speelde Janssen met talloze jazzsterren, zoals Teddy Wilson, Rod Mason, Billy Butterfield, Lillian Boutté, Joe Venuti, Greetje Kauffeld, Chris Barber, Bob Wilber, Peanuts Hucko, Bud Freeman, Scott Hamilton, Ruby Braff, Warren Vaché, Acker Bilk, Milt Jackson, Kenny Ball, Charly Antolini en Gregor Beck. Hij speelde tussen 1966 en 2000 mee op 146 opnamesessies.

## Onderscheidingen (selectie)
- Met de Dutch Swing College Band kreeg Huub Janssen in 1990 de Export Award en in 1994 de Special Appreciation Bird Award.
- Hij werd in 2006 Ridder in de Orde van Oranje-Nassau.

- Gemeinsame Normdatei: 1122546890
- International Standard Name Identifier: 0000 0003 9053 9810
- MusicBrainz: 63116eef-2548-4ff6-9b42-29a32fb00fd7
- Nederlandse Thesaurus van Auteursnamen: 106863576
- Virtual International Authority File: 284131953
- WorldCat: E39PBJmHPgh3vh6dw9HbQtfjG3